# Leiolejeunea
Leiolejeunea là một chi rêu trong họ Lejeuneaceae.